# Noord-Anatolische Breuk

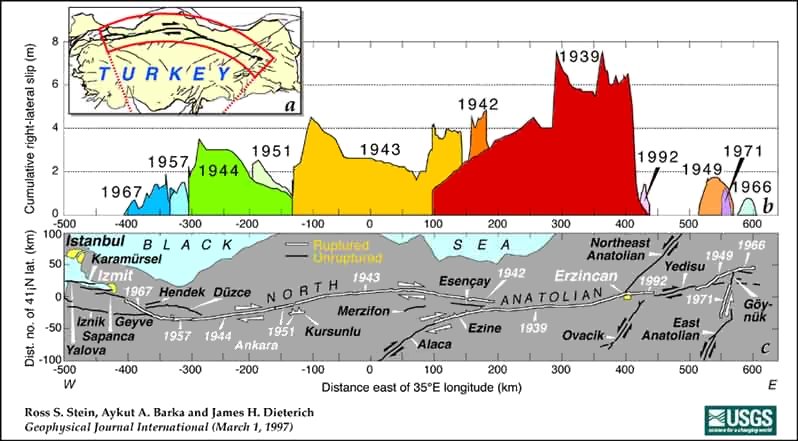
Bewegingspatroon langs de Noord-Anatolische Breuk

De Noord-Anatolische Breuk (Turks: Kuzey Anadolu Fayı) (naar het Engelse North Anatolian Fault ook wel NAF genoemd) is een geologische breuklijn die van oost naar west door Noord-Turkije en onder de Zee van Marmara loopt. Het is een seismisch zeer actieve zone waar veel aardbevingen plaatsvinden. De breuklijn vormt de scheiding tussen de Euraziatische en Anatolische plaat.

## De breukzone
Het Anatolisch schiereiland vormt een kleine tektonische plaat die tussen de elkaar naderende Arabische en Euraziatische platen wordt ingeklemd, waarbij de Anatolische plaat in westelijke richting wordt geduwd. De Anatolische plaat beweegt met snelheden tussen 1 tot 20 cm per jaar langs de Euraziatische plaat, wat de seismische activiteit veroorzaakt. Sinds de grote aardbeving van Erzincan in 1939 hebben zich langs deze breuk nog zeven andere bevingen met een kracht van meer dan 7,0 op de schaal van Richter voorgedaan, telkens wat verder naar het westen. Na bestudering van dit patroon zijn seismologen tot de conclusie gekomen dat de bevingen in golven komen, over perioden van decennia, en dat de ene beving de volgende beving mogelijk maakt. Door analyse van de mechanische spanningen die elke beving langs de breuk opwekt konden ze de aardschok voorspellen die in augustus 1999 de stad Izmit trof en waarbij bijna 10.000 mensen omkwamen. Ze menen ook dat de reeks nog niet compleet is en dat er verder westwaarts langs de breuk nog een beving kan volgen die het dichtbevolkte gebied rond Istanboel kan treffen.